# Bombay Port Trust Railway
| Bombay Port Trust Railway    | Bombay Port Trust Railway |
| ---------------------------- | ------------------------- |
| Wappen des Bombay Port Trust |                           |
| Streckenlänge:               | 188 km                    |
| Spurweite:                   | 1676 mm (Kolonialspur)    |
|                              |                           |

Der Bombay Port Trust (BPT) in Indien eröffnete 1915 den ersten rund 22 km langen Abschnitt seiner Bombay Port Trust Railway von den Docks am Hafen von Bombay bis zum Bahnhof der Great Indian Peninsula Railway in Wadala. Entlang dieser Strecke wurden Getreide- und Öldepots errichtet. Innerhalb des Hafens entstanden weitere 166 km Gleisanlagen.

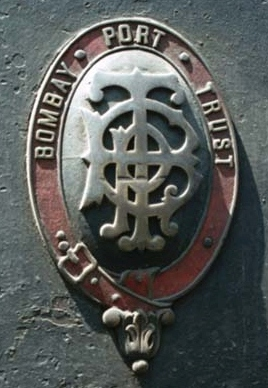
Emblem auf einer Dampflok

1936 besaß das Unternehmen 26 Dampflokomotiven und 684 Güterwagen. Die Dampflokomotiven waren schwarz und trugen ein Emblem mit den drei ineinander verschlungenen Initialen „BPT“. Das System war in erster Linie für den Gütertransport gedacht, aber während des Zweiten Weltkrieges wurden auch Truppentransporte durchgeführt. 1971 waren noch 23 Dampf- und bereits 21 Diesellokomotiven im Einsatz. Die letzten Dampflokomotiven wurden 1976 außer Dienst gestellt.
Mit der Umbenennung von Bombay in Mumbai 1995, würde aus dem Bombay Port Trust der Mumbai Port Trust. Die staatliche Gesellschaft besitzt und betreibt heute nach wie vor ihre eigene Eisenbahn, die über den Bahnhof in Wadala mit der Central Railway und der Western Railway verbunden ist. Das Streckennetz ist derzeit rund 55 km lang und es sind fünf Diesellokomotiven im Einsatz.